# فأر تشاكراجاتي
فأر تشاكراجاتي (Chakragati mouse) (ويعرف اختصارًا باسم ckr)هو طافرة فأر تبدلي غزري يظهر سلوكًا وحركة مفرطة النشاط. وهو أيضًا مختل في تثبيط قبل النبض والتثبيط الكامن ولديه بعض أشكال الشذوذ في الدماغ مثل ضخامة البُطَين الوَحْشِيّ المطابقة لنماذج النمط الظاهري الداخلي لـلفصام وهو ما يجعلها مفيدة في مراقبة دواء مضادات الذهان. وقد حاز هذا الفأر حاليًا على ترخيص من شركة تشاكرا بايوتك (Chakra Biotech).

## وصلات خارجية
- Chakragati gene information on the ckr gene from جينوم معلوماتية الفئران database